# Hurricane (grup serbi)
Hurricane és un grup musical serbi que va ser fundat el 2017. Les components del grup són Sanja Vučić, Ivana Nikolić i Ksenija Knežević.
Al principi del 2020, el grup va participar en Beovizija, la preselecció sèrbia pel Festival de la Cançó d'Eurovisió. Va guanyar amb la cançó «Hasta la Vista» i hauria pogut representar Sèrbia en el Festival de la Cançó d'Eurovisió 2020. No obstant això, el certamen va ser cancel·lat per la pandèmia per coronavirus de 2019-2020. El desembre del 2020, el difusor públic serbi va confirmar que Hurricane representarà el país en el Festival de la Cançó d'Eurovisió 2021, que se celebrarà a la ciutat neerlandesa de Rotterdam.